# 道の駅パレットピアおおの
道の駅パレットピアおおの（みちのえき パレットピアおおの）は、岐阜県揖斐郡大野町大字下磯にある岐阜県道53号岐阜関ケ原線の道の駅である。

## 施設
開業した2018年時点で、岐阜県内の道の駅では最大の施設面積を有する。また、開業当初からの広域的な防災拠点としてヘリポートなどが整備され、2021年には「防災道の駅」として岐阜県内では唯一選定されている。
- 駐車場：230台
- トイレ：20器
- 情報館
- 地域振興施設[2]
- 子育てはうす ぱすてる（子育て支援施設）[2][3]
- ふわふわ広場（イベント広場）
  - 屋根を備えた回廊「Oリング」（オーリング、大野町の「O」をモチーフ）が広場を囲っている[2]。災害時には自衛隊の活動拠点として活用される[9]。
- 防災備蓄倉庫[6]
- 災害用施設
- バスターミナル

## バス路線・デマンドタクシー
高速バス
- 名阪近鉄バス　にしみのライナー（名神大垣・安八経由名古屋駅行き）[10][11]

路線バス
- 名阪近鉄バス　大垣大野線（大野バスセンター行き[6]、大垣駅前・市民病院前経由総合庁舎行き）
- 岐阜バス　大野忠節線（北方バスターミナル・下尻毛・忠節経由JR岐阜行き）[6]

デマンドタクシー
- 大野デマンドタクシー

## 周辺
- C3 東海環状自動車道：大野神戸インターチェンジ[3][6][11][12]